# 리 초대수
리 대수 이론에서, 리 초대수(Lie 超代數, 영어: Lie superalgebra)는 리 대수에 {\displaystyle \mathbb {Z} /(2)} 등급을 주어 일반화한 수학적 구조다. 초대칭이나 BRST 대칭 따위를 수학적으로 다룰 때 쓰인다.

## 정의
가환환 {\displaystyle K}가 주어졌다고 하자. {\displaystyle K}-리 초대수는 다음과 같은 데이터로 주어진다.
- 두 {\displaystyle K}-가군 {\displaystyle {\mathfrak {g}}_{0}}, {\displaystyle {\mathfrak {g}}_{1}}. 또한, {\displaystyle {\mathfrak {g}}={\mathfrak {g}}_{0}\oplus {\mathfrak {g}}_{1}}로 표기하자. {\displaystyle {\mathfrak {g}}}는 {\displaystyle \mathbb {Z} /(2)=\{0,1\}}-등급 가군으로 여긴다. 순수 성분의 등급은 {\displaystyle \deg x\in \{0,1\}}로 표기하자.
- {\displaystyle K}-쌍선형 연산 {\displaystyle [-,-]\colon {\mathfrak {g}}\otimes _{K}{\mathfrak {g}}\to {\mathfrak {g}}} (일부 문헌에서 이는 {\displaystyle [-,-\}}로 표기되기도 한다).

이는 다음 공리들을 만족시켜야 한다. (이는 일반적인 {\displaystyle K}-리 대수의 공리를 등급을 고려하여 일반화한 것이다.)
- (리 괄호의 등급) {\displaystyle \deg[x,y]=(\deg x+\deg y){\bmod {2}}\qquad \forall x,y\in ({\mathfrak {g}}_{0}\cup {\mathfrak {g}}_{1})\setminus \{0\}}
- (반대칭성) {\displaystyle [x,y]+(-1)^{\deg x\deg y|}[y,x]=0\qquad \forall x,y\in ({\mathfrak {g}}_{0}\cup {\mathfrak {g}}_{1})\setminus \{0\}}
- (야코비 항등식) {\displaystyle (-1)^{\deg z\deg x}[x,[y,z]]+(-1)^{\deg x\deg y}[y,[z,x]]+(-1)^{\deg y\deg z}[z,[x,y]]=0\qquad \forall x,y,z\in ({\mathfrak {g}}_{0}\cup {\mathfrak {g}}_{1})\setminus \{0\}}
- {\displaystyle [x,x]=0\qquad \forall x\in {\mathfrak {g}}_{0}}
- {\displaystyle [x,[x,x]]=0\qquad \forall x\in {\mathfrak {g}}_{1}}

여기서, 넷째 공리는 만약 {\displaystyle K}에서 2가 가역원일 경우 자동으로 반대칭성으로부터 유도되며, 다섯째 공리는 만약 {\displaystyle K}에서 3이 가역원일 경우 자동으로 야코비 항등식으로부터 유도된다. 즉, 예를 들어 {\displaystyle K}가 표수가 2 또는 3이 아닌 체일 경우 이들을 생략할 수 있다.

## 성질
가군으로서, 리 초대수 {\displaystyle {\mathfrak {g}}}는 그 등급이 0(보손)인 부분 가군 {\displaystyle {\mathfrak {g}}_{0}}과 등급이 1(페르미온)인 부분 가군 {\displaystyle {\mathfrak {g}}_{1}}의 직합이다. 이렇게 분해하면, {\displaystyle {\mathfrak {g}}_{0}}는 리 대수를 이루고, {\displaystyle {\mathfrak {g}}_{1}}은 {\displaystyle {\mathfrak {g}}_{0}}의 표현을 이룬다. 또한, {\displaystyle {\mathfrak {g}}_{1}}은 다음과 같은 가환 비결합 괄호
{\displaystyle \{\cdot ,\cdot \}\colon {\mathfrak {g}}_{1}\otimes {\mathfrak {g}}_{1}\to {\mathfrak {g}}_{0}}
를 가진다.

### 단순 리 초대수
자명하지 않은 아이디얼을 갖지 않는 리 초대수를 단순 리 초대수라고 하며, 이들은 모두 분류되었다.

## 예

### 아벨 초대수
가환환 {\displaystyle K} 위의 임의의 두 가군 {\displaystyle {\mathfrak {g}}_{0}} 및 {\displaystyle {\mathfrak {g}}_{1}}이 주어졌을 때, 리 초괄호
{\displaystyle [x,y]=0\qquad \forall x,y\in {\mathfrak {g}}={\mathfrak {g}}_{0}\oplus {\mathfrak {g}}_{1}}
을 주면, {\displaystyle {\mathfrak {g}}={\mathfrak {g}}_{0}\oplus {\mathfrak {g}}_{q}}은 리 초대수를 이룬다. 이를 아벨 리 초대수(Abel Lie超代數, 영어: Abelian Lie superalgebra)라고 한다.

### 일반·특수 선형 초대수
{\displaystyle (m|n)\times (m|n)} 초행렬은 다음과 같은 꼴의 행렬이다.
{\displaystyle {\begin{pmatrix}A&B\\C&D\end{pmatrix}}}
여기서 {\displaystyle A}는 {\displaystyle m\times m}이고, {\displaystyle B}는 {\displaystyle n\times n}이다. {\displaystyle (m|n)\times (m|n)} 초행렬의 모임을 일반 선형 초대수 (general linear Lie superalgebra)
{\displaystyle {\mathfrak {gl}}(m|n)}이라고 쓰자. 초행렬의 초대각합(超對角合, 영어: supertrace)은 다음과 같다.:§25
{\displaystyle \operatorname {str} {\begin{pmatrix}A&B\\C&D\end{pmatrix}}=\operatorname {tr} A-\operatorname {tr} D}

## 응용
리 초대수는 이론물리학에서 쓰인다. (푸앵카레) 초대칭에서는 짝수 등급이 보존을, 홀수 등급이 페르미온을 나타낸다. 그러나 BRST에서는 그 반대다.

### BRST 대칭
게이지 이론은 BRST 대칭이라는 대칭을 지닌다. BRST 초대수는 0|1차원 초대수이며, 그 페르미온 생성원 {\displaystyle Q}의 초괄호는 다음과 같다.
{\displaystyle \{Q,Q\}=0}
즉, 이는 멱영(영어: nilpotent) 리 초대수이다.

### 초대칭
초대칭 이론들은 시공간의 대칭들과 초대칭들을 포함하는 리 초대수를 대칭으로 가진다. 이들 대수의 보손 생성원은 푸앵카레 군과 R대칭에 해당하고, 페르미온 생성원은 초대칭에 해당한다.
만약 이론이 초대칭과 등각 대칭을 둘 다 가질 경우, 이 두 대칭군은 초등각 대칭군이라는 하나의 초군을 생성시킨다. 대표적으로, 4차원 민코프스키 {\displaystyle {\mathcal {N}}=4} 초등각 대칭군은 단순초군 {\displaystyle PSU(2,2|4)}이다. 이 초군은 AdS/CFT 대응성에서 등장한다.

## 역사
펠릭스 알렉산드로비치 베레진(러시아어: Фе́ликс Алекса́ндрович Бере́зин)과 게오르기 이사코비치 카츠(러시아어: Георгий Исаакович Кац)가 1970년에 도입하였다.

## 같이 보기
- 거스틴해버 대수
- 리 초대수 표현
- 초공간
- 보편 포락 대수